# Elijah Arroyo
Elijah Arroyo (Orlando, 5 aprile 2003) è un giocatore di football americano statunitense che milita nel ruolo di tight end per i Seattle Seahawks della National Football League (NFL).

## Carriera universitaria
Nella sua prima stagione a Miami nel 2021, Arroyo disputò 12 partite, di cui una come titolare, con 5 ricezioni per 86 yard e un touchdown. Nel 2022 disputò solamente quattro gare a causa di un infortunio. Chiuse con 5 ricezioni per 66 yard. Saltò anche l'inizio della stagione 2023, in cui in quattro partite fece registrare una ricezione da 11 yard. Nel 2024 tornò a disputare un'annata completa segnando 7 touchdown su ricezione, a uno solo di distanza dal record stagionale di istituto degli Hurricanes.

## Carriera professionistica

### Seattle Seahawks
Arroyo fu scelto nel corso del secondo giro (50º assoluto) del Draft NFL 2025 dai Seattle Seahawks.